# بيليكن
بيليكن (بالانجليزية:Belikin ) هي ماركة بيرة مهيمنة في قطاع الإنتاج في بليز.
تصنع و تخمر من قبل شركة بليز للتخمير، إذ أنها مُلك لعائلة باون. أُسست الشركة في عام 1969 و بدأت بتخمير بيرة بيليكن في العام 1971 ، وصفها هو عبارة "بيرة بليز".
يأتي الاسم بيليكن من لغة المايا وتعني "الطريق للشرق (بالإنجليزية: Route to the East )". هذا المصطلح الذي اقترحه البعض كأصل لكلمة "بليز"؛ على الرغم من أن الاشتقاق الأكثر تقبلاً يأتي من معنى نهر بليز و الذي هو "طيني أو موحل". شعار بيليكن يجسد رسمة ما قبل العصر الكولومبي معبد هرمي للمايا في ألتون ها.
و أكثر الأنواع شهرة من البيليكن هو بيرة ليجر الخفيفة. توجد المخمرة في لاديفيل، مقاطعة بليز.

## منتجات تسوقها بيليكن
بيكلين تنتج التالي:
- بيرة بيليكن
- جعة بيليكن

- لايت هاوس لاجر (lighthouse larger)
- بيليكين بريميوم (Belikin Premium)
- بيرستوت (stout beer)
- البيرة منخفضة الكحول (light large beer) التي تعد الاكثر شهرة لبيليكين.

## الأثر المجتمعي
الشركة الأم لبيليكن تدعم الحفاظ على البيئة المجتمعية عن طريق عمليات تنظيف ساحلية ومشاريع إعادة التدوير.

## روابط خارجية
- Belikin Official Website
- Belikin on RealBeer.com
- Belikin on the San Pedro Sun site